# Jules Plisson
Pour les articles homonymes, voir Plisson.

a Compétitions nationales et continentales officielles uniquement.

b Matchs officiels uniquement.
Dernière mise à jour le 1 septembre 2024.
Jules Plisson,  né le 20 août 1991 à Neuilly-sur-Seine (Hauts-de-Seine), est un joueur international français de rugby à XV, jouant au poste de demi d'ouverture à Provence Rugby depuis 2024.
Formé au Stade français Paris, où il a joué avec l'équipe professionnelle pendant neuf saisons, il 
évolue ensuite au Stade rochelais de 2019 à 2022, puis à l'ASM Clermont de 2022 à 2024, avant de rejoindre Provence Rugby.
Il remporte notamment le Brennus en 2015 avec le Stade français et remporte le Challenge européen en 2017. Il participe ensuite à la victoire en Coupe d'Europe en 2022 avec le Stade rochelais. Plisson est international à partir de 2014 et la victoire face à l'Angleterre lors du Tournoi des Six Nations 2014.

## Biographie

### Jeunesse
Jules Plisson est le neveu du réalisateur Pascal Plisson.
Il s'essaye d'abord au football, il faisait également des compétitions de ski lorsqu'il était adolescent. Cependant, c'est le rugby qu'il choisit et commence alors à jouer pour l'Athletic club de Boulogne-Billancourt rugby pour ensuite intégrer les rangs du Stade français lors de sa première année cadet. Il est international français - de 18, 19 et 20 ans et participe à la coupe du monde juniors.
Élève de l'institution Sainte-Geneviève d'Asnières, il quitte Asnières-sur-Seine en terminale pour intégrer le centre de formation du Stade français. Titulaire d'un bac ES, Jules Plisson étudie à l'INSEEC et à l'EM Lyon Business School.

### En club

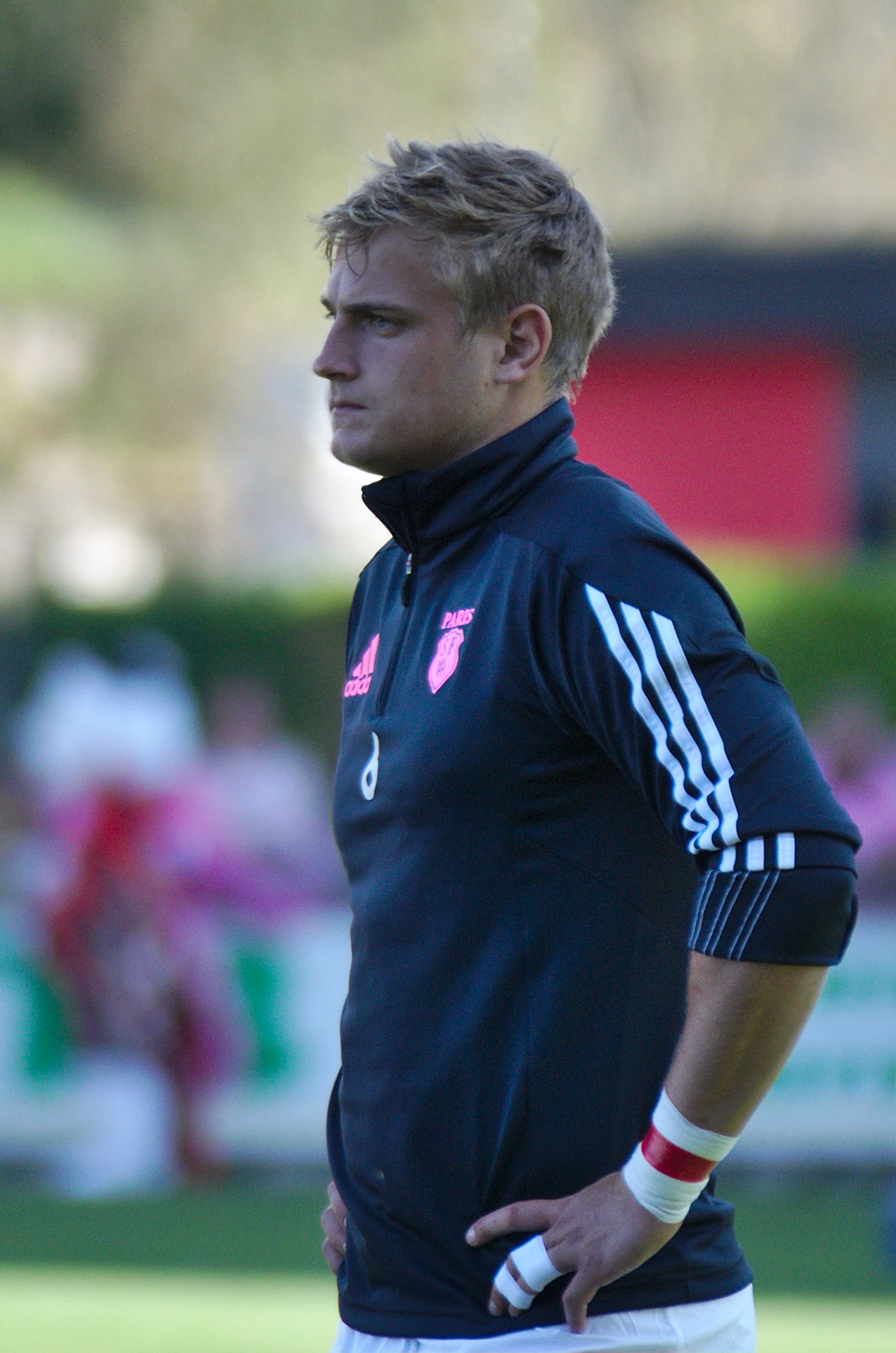
Jules Plisson à l'entraînement avec le Stade français.

Plisson commence sa carrière professionnelle en 2010 avec le Stade français. Au 12 avril 2017, il compte 129 matches avec le Stade français Paris durant lesquels il a inscrit 724 points dont 11 essais.
Il éclot au plus haut niveau lors de la saison 2013-2014 concurrençant l'international sud-africain Morné Steyn au poste d'ouvreur. En novembre 2014, il est sélectionné dans l'équipe des Barbarians français pour affronter la Namibie au stade Mayol de Toulon.
Il remporte le titre de Champion de France en 2014-2015 avec le Stade français Paris, bien qu'il ne dispute pas les phases finales en raison d'une blessure à l'épaule (luxation).
Barré par les arrivées de Nicolas Sanchez et de Joris Segonds, il décide de rompre son contrat avec le Stade français Paris pour rejoindre avec effet immédiat le Stade rochelais en novembre 2019 .
À partir de la saison 2022-2023, il intègre l'équipe auvergnate de l'ASM Clermont Auvergne, se retrouvant en concurrence avec une autre recrue, Anthony Belleau, au poste de demi d'ouverture.
En janvier 2024, Provence Rugby, club de Pro D2, officialise le recrutement de Jules Plisson à partir de la saison 2024-2025.

### En équipe de France
Après avoir disputé les cinq matchs du Tournoi des Six Nations des moins de 20 ans 2011, avec trois titularisations face à l'Irlande, où il inscrit un essai, l'Angleterre et l'Italie, Jules Plisson est retenu pour le championnat du monde junior qui se déroule en Italie au sein d'une équipe de France où l'ouvreur titulaire est le capitaine Jean-Marc Doussain. Plisson est remplaçant lors du premier match face aux Fidji, puis titularisé face aux Tonga et de nouveau remplaçant contre l'Australie. Victorieuse des trois matchs, la France s'incline face à l'Angleterre 33 à 18 en demi-finale. La France termine finalement troisième après une victoire 30 à 17 où Plisson est titulaire. Il participe ainsi à quatre rencontres, obtenant deux titularisations.  
Jules Plisson fait ses premiers pas avec l'équipe de France lors de tests physiques en juin 2012 au sein d'un groupe de 27 joueurs, groupe amputé des joueurs qualifiés pour la phase finale du Top 14. Il n'est toutefois pas retenu pour la tournée en Argentine de ce mois de juin. Le 17 octobre 2012, il est retenu dans le groupe des 33 appelés à préparer les tests de novembre avec l'équipe de France mais, de nouveau, il n'est pas retenu parmi les 23 joueurs participant aux tests.
Le 6 janvier 2014, Jules Plisson est retenu par Philippe Saint-André dans le groupe des trente pour préparer le Tournoi des Six Nations 2014, il est préféré aux internationaux Frédéric Michalak et Francois Trinh-Duc. Initialement annoncé comme la doublure de Rémi Talès, il se voit titulariser lors du premier match face à l'Angleterre. La France s'impose le 1er février 2014 sur le score de 26 à 24. La nouvelle charnière qu'il forme avec Jean-Marc Doussain est confirmée pour le deuxième test, face à l'Italie, avec  une victoire 30 à 10. La France est largement dominée lors du troisième test, au Millennium Stadium de Cardiff par les Gallois. Ciblé par l'attaque galloise, il manque un plaquage sur Jamie Roberts qui provoque le deuxième essai gallois. Plisson est associé à Maxime Machenaud pour le match face à l'Écosse. Talès lui est préféré pour le dernier match du tournoi où Plisson est en tribune en tant que 24e homme.
Il est sélectionné pour les deux derniers matches du Tournoi des Six Nations 2015, gagnant en Italie puis perdant en Angleterre.
Jules Plisson ne participe finalement pas a la Coupe du monde de rugby à XV 2015 en raison de sa blessure contractée lors de la fin de la saison 2014-2015. Il fait quand même officieusement partie de la liste du sélectionneur Philippe Saint-André en tant que « 37e homme ».
Le nouveau sélectionneur de l'équipe de France Guy Novès le titularise pour le premier match du Tournoi des Six Nations 2016 face à l'Italie disputé le 6 février 2016 au Stade de France. Suppléant Sébastien Bézy, il réussit une transformation en coin, puis inscrit une pénalité de 40 mètres. À la 76e minute, il prend la responsabilité de tenter une pénalité de plus de 50 mètres, sa réussite portant le score à 23 à 21 en faveur de sa sélection. Il est à nouveau titularisé pour la deuxième rencontre, lors de la victoire 10 à 9 face à l'Irlande, où il inscrit une transformation et une pénalité, puis face au pays de Galles. La France est battue 19 à 10 avec une pénalité de Plisson, puis s'incline de nouveau lors du match suivant en Écosse où Plisson est remplaçant, le poste de titulaire étant occupé par François Trinh-Duc. Ce dernier, blessé, doit rapidement laisser sa place à Plisson lors du match face aux Anglais qui s'imposent 31 à 21 et réalisent le grand chelem.
Son club ne réalisant pas une bonne saison, il ne dispute pas les phases finales du championnat, et peut ainsi figurer dans la liste des joueurs sélectionnables pour la tournée en Argentine,. En l'absence de Guillem Guirado retenu avec Toulon, le sélectionneur Guy Novès le désigne capitaine pour le premier test face aux Pumas. François Trinh-Duc sera néanmoins l'ouvreur titulaire pour le second match de la tournée.

## Statistiques internationales
Jules Plisson compte dix-huit sélections en équipe de France, dont onze titularisations, depuis son premier match le 1er février 2014 face à l'Angleterre. Il compte 68 points, seize pénalités et dix transformations.
Jules Plisson compte une sélection en tant que capitaine.
Il participe à trois éditions du Tournoi des Six Nations, en 2014, 2015 et 2016.
Jules Plisson compte également des sélections dans les sélections de jeunes. Il dispute cinq matchs du tournoi des Six Nations des moins de 20 ans 2011, inscrivant huit points. La même année, il dispute quatre matchs du championnat du monde junior.

## Palmarès

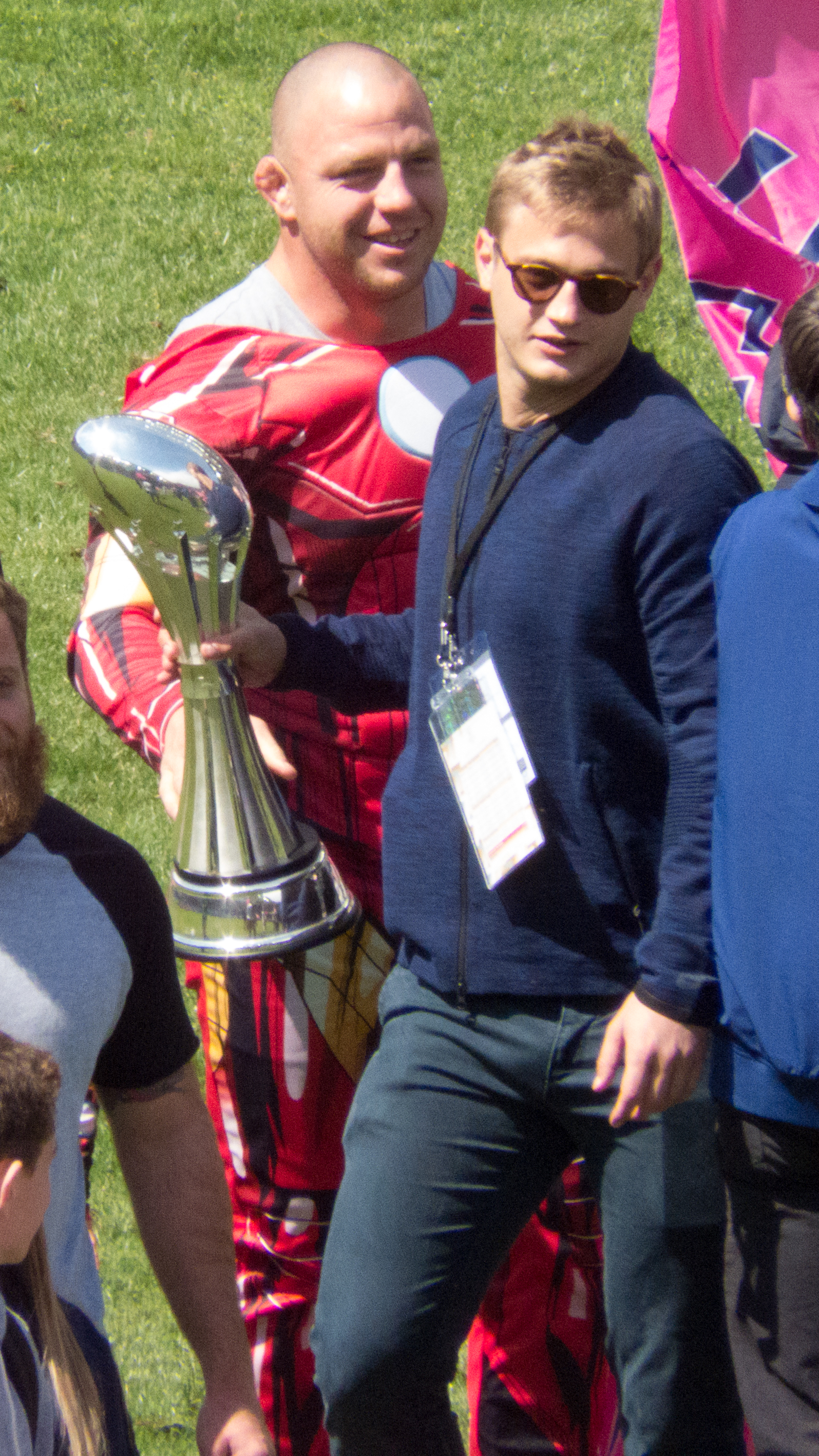
Jules Plisson avec le trophée du Challenge européen en 2017, lors de sa présentation au stade Jean-Bouin deux jours après la finale.

- Vainqueur du Championnat de France en 2015 avec le Stade français Paris.
- Vainqueur du Challenge européen en 2016-2017 avec le Stade français Paris.
- Finaliste de la Coupe d'Europe en 2020-2021 avec le Stade rochelais.
- Finaliste du Championnat de France en 2020-2021 avec le Stade rochelais.